# Горецкая, Халина
Халина Сильвия Горецкая (нем. Halina Sylwia Richter-Górecka-Herrmann; род. 4 февраля 1938, Хожув) — польская и немецкая легкоатлетка (бег на короткие дистанции), чемпионка и призёр летних Олимпийских игр, участница четырёх Олимпиад, рекордсменка мира.

## Карьера
На летних Олимпийских играх 1956 года в Мельбурне Горецкая выступала в беге на 100 метров и эстафете 4×100 метров. В коротком спринте она в предварительном забеге показала результат 12,2 с и выбыла из дальнейшей борьбы. В эстафете сборная Польши в первом забеге преодолела дистанцию за 46,5 с и не смогла пробиться в финал соревнований.
На следующей летней Олимпиаде в Риме полька выступала в трёх видах: беге на 100 и 200 метров и эстафете 4×100 метров. В коротком спринте Горецкая сумела пробиться в полуфинал, где пробежала дистанцию за 11,8 с. Этот результат оказался недостаточен для того, чтобы пробиться в финал. В первом забеге на 200 метров она показала время 24,2 с. Этот результат позволял ей продолжить борьбу за медали, но она не вышла на старт следующего этапа. В эстафете команда Польши (Тереса Цеплы, Барбара Янишевская, Селина Есёновская, Халина Горецкая), за которую Горецкая бежала на последнем этапе, показала результат 45,0 с и завоевала бронзовые медали, уступив команде США (44,5 с) и Объединённой команде Германии (44,8 с).
Летняя Олимпиада 1964 года в Токио оказалась самой успешной в карьере Горецкой. В коротком спринте Горецкая показала время 11,8 с и заняла 7-е место. В эстафете команда Польши (Тереса Цеплы, Ирена Шевиньская, Халина Горецкая, Ева Клобуковская), за которую Горецкая выступала на третьем этапе, стала олимпийской чемпионкой (43,6 с — мировой рекорд), опередив команды США (43,9 с) и Великобритании (44,0 с).
Летняя Олимпиада 1968 года в Мехико стала для Горецкой последней. На этих Играх она представляла Германию и выступала под фамилией Херрманн. В коротком спринте она показала время 11,8 с и выбыла из дальнейшей борьбы. В беге на 200 метров Херрманн с результатом 24,7 с прекратила борьбу после предварительного забега.